# صموئيل ميلز ديمون
صموئيل ميلز ديمون (بالإنجليزية: Samuel Mills Damon)‏ هو سياسي أمريكي، ولد في 13 مارس 1845 في هونولولو في الولايات المتحدة، وتوفي في 1 يوليو 1924.